# Parafia Najświętszego Zbawiciela w Blachowni
Parafia Najświętszego Zbawiciela – rzymskokatolicka parafia znajdująca się w Blachowni, w dzielnicy Błaszczyki. Parafia należy do dekanatu Blachownia w archidiecezji częstochowskiej.

## Historia parafii
W 1782 r. wieś podlegała pod parafię w Konopiskach.
Parafia została utworzona 29 maja 2001 r. (erygowana 14 czerwca 2001 r.) przez arcybiskupa częstochowskiego Stanisława Nowaka z terenu parafii św. Michała Archanioła w Blachowni. Kościół parafialny został wybudowany w latach 1993–2000 jako cmentarny. 
20 sierpnia 2008 r. został zamordowany pierwszy proboszcz parafii ks. Wojciech Torchała. Zabójca, 17-letni wówczas ministrant, chciał obrabować księdza. Sąd Okręgowy w Częstochowie skazał go na karę 15 lat pozbawienia wolności. W 2011 r. po apelacji prokuratury i obrońcy Sąd Apelacyjny w Katowicach podwyższył wyrok do 25 lat więzienia, maksymalnego wymiaru przewidzianego dla młodocianych przestępców. 

## Proboszczowie parafii
| imię i nazwisko       | daty urzędowania |
| --------------------- | ---------------- |
| Ks. Wojciech Torchała | 2001 – 2008      |
| Ks. Tomasz Dragan     | 2008 – 2014      |
| Ks. Krzysztof Krulik  | 2014 – 2022      |
| Ks. Mariusz Mruszczyk | 2022 –           |